# George Melford
George H. Melford (født George Henry Knauff, 19. februar 1877 – 25. april 1961) var en amerikansk scene- og filmskuespiller og instruktur. Han var et meget stort navn i 1920'erne, men overses ofte i dag.

## Karriere
Melford var en respekteret sceneskuespiller, der arbejdede i Cincinnati i Ohio, før han kom til Kalem Company filmstudiet i New York City i 1909. Han blev ansat af instruktøren Sidney Olcott til at spille karakterroller. I 1911 instruerede han sin første kortfilm, Arizona Bill, baseret på et manuskript, han selv havde skrevet. Derfra fortsatte Melford med at instruere yderligere 30 film for Kalem Studios indtil 1915, hvor han blev hyret af Jesse L. Lasky til at instruere spillefilm for Laskys Feature Play Company. Samme år blev Melford et af de stiftende medlemmer af Motion Picture Directors Association.
I 1916 instruerede Melford To Have and to Hold, en film baseret på Mary Johnston-romanen, og i 1921 instruerede han, hvad der nok er hans mest berømte stumfilm, Sheiken, med Rudolph Valentino i hovedrollen. Sheiken blev en stor international succes og gjorde Valentino til en verdensstjerne. 
Melford forblev i Laskys firma i ti år, og sluttede sig derefter til Universal Pictures, hvor han i 1929  instruerede sin første tonefilm. Året efter var han medinstruktør på fire spansksprogede film, inklusive den roste spanske version af Dracula. Melford filmede den spanske udgave  samtidig med den engelske version på de samme sæt om natten ved hjælp af en anden rollebesætning og besætning.
Hans sidste store værk som instruktør kom i 1937, da han og Harry L. Fraser co-instruerede Columbia Pictures' første føljeton, en 15-episoder, fem timer lang eventyrfilm med titlen Jungle Menace.

## Senere karriere
Melford elskede filmindustrien og selv om han blev finansielt uafhængig stoppede han ikke med at instruere film og instruerede mere end 140. Mod slutningen af sin karriere optrådte han i mindre karakterroller. Han optrådte fx i den episke film The Ten Commandments fra 1956.

## Udvalgt filmografi

### Skuespiller
- The Wayward Daughter (1909)
- A Colonial Belle (1910, Short)
- The Touch of a Child's Hand (1910, Short) – Mr. Livingston – a Widower
- When Two Hearts Are Won (1911, Short)
- The Bugler of Battery B (1912)
- Perils of the Sea (1913, Short) – Second Officer Bradford
- The Barrier of Ignorance (1914, Short) – Calvin Freeman – a Young Surgeon
- Ambush (1939) – Bank President Wales
- The Family Next Door (1939) – Bank Manager (ikke krediteret)
- The Lady's from Kentucky (1939) – Veterinarian (ikke krediteret)
- Unmarried (1939) – Trainer (ikke krediteret)
- 6,000 Enemies (1939) – Bailiff (ikke krediteret)
- Frontier Marshal (1939) – (ikke krediteret)
- Island of Lost Men (1939) – Merchant (ikke krediteret)
- Heaven with a Barbed Wire Fence (1939) – Hobo (ikke krediteret)
- Rulers of the Sea (1939) – Landlord (ikke krediteret)
- Too Busy to Work (1939) – Dugan
- The Light That Failed (1939) – Second Man (voice, ikke krediteret)
- Remember the Night (1940) – Brian – the Bailiff (ikke krediteret)
- The Man Who Wouldn't Talk (1940) – Juror (ikke krediteret)
- My Little Chickadee (1940) – Greasewood Sheriff-Elect on Train (ikke krediteret)
- Buck Benny Rides Again (1940) – Bartender (ikke krediteret)
- Safari (1940) – Trader
- The Great McGinty (1940) – Senior Senator (ikke krediteret)
- Brigham Young (1940) – John Taylor
- Life with Henry (1940) – Minor Role (ikke krediteret)
- Tall, Dark and Handsome (1941) – Ex-Governor John Logan (ikke krediteret)
- Virginia (1941) – Guest (ikke krediteret)
- Golden Hoofs (1941) – Eldridge (ikke krediteret)
- The Lady Eve (1941) – Party Guest (ikke krediteret)
- Meet John Doe (1941) – Chamber of Commerce Member (ikke krediteret)
- Robbers of the Range (1941) – Colonel Lodge
- Wild Geese Calling (1941) – Foreman (ikke krediteret)
- Belle Starr (1941) – Preacher (ikke krediteret)
- Flying Cadets (1941) – Train Conductor
- Pacific Blackout (1941) – Banker in Park (ikke krediteret)
- Blue, White and Perfect (1942) – Ship's Doctor (ikke krediteret)
- Valley of the Sun (1942) – Dr. Thomas (ikke krediteret)
- Reap the Wild Wind (1942) – Devereaux Banker (ikke krediteret)
- The Lone Star Ranger (1942) – Hardin
- My Gal Sal (1942) – Conductor (ikke krediteret)
- Army Surgeon (1942) – Doctor (ikke krediteret)
- The Navy Comes Through (1942) – Chief Engineer (ikke krediteret)
- That Other Woman (1942) – Zineschwich
- Quiet Please, Murder (1942) – Guard in Library (ikke krediteret)
- Time to Kill (1942) – Minor Role (ikke krediteret)
- Dixie Dugan (1943) – Mr. Sloan
- Gangway for Tomorrow (1943) – Judge (ikke krediteret)
- Government Girl (1943) – Irate Man (ikke krediteret)
- The Dancing Masters (1943) – Gateman (ikke krediteret)
- The Miracle of Morgan's Creek (1943) – U.S. Marshal (ikke krediteret)
- The Great Moment (1944) – Dr. Hayden (ikke krediteret)
- Hail the Conquering Hero (1944) – Sheriff (ikke krediteret)
- The Big Noise (1944) – Mugridge the Butler (ikke krediteret)
- Practically Yours (1944) – Senate Vice-President (ikke krediteret)
- A Tree Grows in Brooklyn (1945) – Mr. Spencer (ikke krediteret)
- Circumstantial Evidence (1945) – Prison Board Member (ikke krediteret)
- Diamond Horseshoe (1945) – Pop – Stage Doorman (ikke krediteret)
- Doll Face (1945) – Stage Doorman (ikke krediteret)
- Johnny Comes Flying Home (1946) – Bit Role (ikke krediteret)
- The Bride Wore Boots (1946) – Judge #3 (ikke krediteret)
- Strange Triangle (1946) – Judge
- Two Years Before the Mast (1946) – Ship Owner (ikke krediteret)
- The Shocking Miss Pilgrim (1947) – Minor Role (ikke krediteret)
- California (1947) – Delegate (ikke krediteret)
- Thunder in the Valley (1947) – Judge (ikke krediteret)
- Call Northside 777 (1948) – Parole Board Member (ikke krediteret)
- The Walls of Jericho (1948) – Minor Role (ikke krediteret)
- The Luck of the Irish (1948) – Nightclub Doorman (ikke krediteret)
- Cry of the City (1948) – Barber (ikke krediteret)
- Unfaithfully Yours (1948) – Concert Attendee (ikke krediteret)
- When My Baby Smiles at Me (1948) – Conductor (ikke krediteret)
- Command Decision (1948) – Correspondent (ikke krediteret)
- The Stratton Story (1949) – Person in Theatre (ikke krediteret)
- The Beautiful Blonde from Bashful Bend (1949) – Deputy (ikke krediteret)
- Sand (1949) – Conductor (ikke krediteret)
- A Ticket to Tomahawk (1950) – Stationmaster (ikke krediteret)
- The Brigand (1952) – Majordomo (ikke krediteret)
- Cripple Creek (1952) – McKee (ikke krediteret)
- Carrie (1952) – Patron at Slawson's (ikke krediteret)
- The President's Lady (1953) – Minister (ikke krediteret)
- A Blueprint for Murder (1953) – Bailiff (ikke krediteret)
- City of Bad Men (1953) – Old-Timer Outside Saloon (ikke krediteret)
- The Robe (1953) – (ikke krediteret)
- The Egyptian (1953) – Priest (ikke krediteret)
- Woman's World (1954) – Auto Plant Worker (ikke krediteret)
- There's No Business Like Show Business (1954) – Kelly (ikke krediteret)
- Prince of Players (1955) – Stage Doorman (ikke krediteret)
- The Ten Commandments (1956) – Hebrew at Golden Calf / Nobleman
- Bluebeard's Ten Honeymoons (1960)

### Instruktør
- Arizona Bill (1911)
- The Mexican Joan of Arc (1911)
- The Soldier Brothers of Susanna (1912)
- The Battle of Bloody Ford (1913)
- The Boer War (1914)
- The Potter and the Clay (1914)
- A Celebrated Case (1914
- Young Romance (1915)
- The Immigrant (1915)
- The Unknown (1915)
- Armstrong's Wife (1915)
- Junglens Hemmelighed (1915)
- The Fighting Hope (1915)
- A Gentleman of Leisure (1915)
- The Governor's Lady (1915)
- Out of the Darkness (1915)
- The Puppet Crown (1915)
- Stolen Goods (1915)
- The Woman (1915)
- Young Romance (1915)
- Each Pearl a Tear (1916)
- A Gutter Magdalene (1916)
- To Have and to Hold (1916)
- The House with the Golden Windows (1916)
- The Race (1916)
- Tennessee's Pardner (1916)
- The Years of the Locust (1916)
- The Yellow Pawn (1916)
- The Evil Eye (1917)
- The Crystal Gazer (1917)
- The Sunset Trail (1917)
- Nan of Music Mountain (1917)
- The Call of the East (1917)
- The Cost of Hatred (1917)
- Her Strange Wedding (1917)
- On the Level (1917)
- The Winning of Sally Temple (1917)
- The Bravest Way (1918)
- I Kineserbyens Dyb (1918)
- The Cruise of the Make-Believes (1918)
- The Hidden Pearls (1918)
- Sandy (1918)
- Wild Youth (1918)
- Kampen for Tilværelsen (1918)
- Such a Little Pirate (1918)
- A Sporting Chance (1919)
- Everywoman (1919)
- Good Gracious, Annabelle (1919)
- Told in the Hills (1919)
- Jane Goes A-Wooing (1919)
- Men, Women, and Money (1919)
- Pettigrew's Girl (1919)
- The Sea Wolf (1920)
- The Round-Up (1920)
- Behold My Wife! (1920)
- The Jucklins (1921)
- A Wise Fool (1921)
- The Faith Healer (1921)
- Mysteriet paa Dominey Hall (1921)
- The Sheik (1921)
- Moran of the Lady Letty (1922)
- Burning Sands (1922)
- Ebb Tide (1922)
- Java Head (1923)
- You Can't Fool Your Wife (1923)
- The Light That Failed (1923)
- Big Timber (1924)
- The Dawn of a Tomorrow (1924)
- Simon the Jester (1925)
- Friendly Enemies (1925)
- Without Mercy (1925)
- The Flame of the Yukon (1926)
- Going Crooked (1926)
- A Man's Past (1927)
- Freedom of the Press (1928)
- Sinners in Love (1928)
- Lingerie (1928)
- Love in the Desert (1929)
- Sea Fury (1929)
- The Woman I Love (1929)
- The Poor Millionaire (1930)
- La Voluntad del muerto (1930) version på spansk af The Cat and the Canary og The Cat Creeps
- Drácula (1931) version på spansk af Dracula
- The Viking (1931)
- East of Borneo (1931)
- The Homicide Squad (1931)
- The Penal Code (1932)
- Hired Wife (1934)
- Jungle Menace (serial) (1937)
- Jungle Terror (1946) 70 minutters spillefilm af filmserien Jungle Menace

### Producent
- Behold My Wife (1920)
- Moran of the Lady Letty (1922)
- East of Borneo (1931)

### Manuskriptforfatter
- Arizona Bill (1911)
- Prisoners of War (1913)
- The Wartime Siren (Scenario, 1913)
- The Fire-Fighting Zouaves (Scenario, 1913)
- Big Timber (1924)
- Sea Fury (1929)
- Jungle Menace (Story, 1937)